# Иванова, Надежда Ивановна
Надежда Ивановна Иванова (1 июля 1920 года, деревня Пушкари, Бельский уезд, Смоленская губерния) — свинарка совхоза «Ислица» Бауского района Латвийской ССР. Герой Социалистического Труда (1966). Депутат Верховного Совета Латвийской ССР 6-го созыва.

## Биография
Родилась в 1920 году в крестьянской семье в селе Пушкари Бельского уезда (сегодня Бельский район Тверской области). Окончила пять классов начальной школы. После смерти матери проживала в семье старшего брата. Перед началом Великой Отечественной войны вышла замуж. Её муж вернулся с войны инвалидом и умер в 1946 году. В послевоенные годы трудилась в местном колхозе и проживала в блиндаже в сгоревшей родной деревне. В 1952 году в рамках государственной программы переехала в Бауский район Латвийской ССР. С апреля 1952 года — свинарка колхоза «Ислица» Бауского района.
Добилась высокого профессионализма и трудовых показателей в свиноводстве. При отсутствии механизации обслуживала в ручную свиное поголовье. Трудилась на выращивании поросят до двухмесячного возраста. Ухаживала за 350 свиноматками вместо запланированных 120 голов. Неоднократно отмечалась за свой труд премиями, удостоилась почётных званий «Ударник коммунистического труда» и «Лучшая свинарка».
По итогам Шестой пятилетки (1956—1960) средний вес откормленного ею поросёнка составил 18 — 19 килограмм. В первый год Семилетки (1959—1965) перевыполнила личное социалистическое обязательство и откормила 1190 свиней. Была наставницей колхозной молодёжи. Передавала свой опыт молодым свиноводам. Указом Президиума Верховного Совета СССР от 22 марта 1966 года удостоена звания Героя Социалистического Труда «в ознаменование 50-летия Международного женского дня, за выдающиеся достижения в труде и особо плодотворную общественную деятельность» с вручением ордена Ленина и золотой медали Серп и Молот.
В 1962 году признана лучшей свинаркой в Латвийской ССР. Досрочно выполняла личные социалистические обязательства Семилетки, Восьмой (1967—1971) и Девятой (1971—1975) пятилеток. Довела в эти годы численность выращивания ею поросят до 5000 голов в год и в 1971 году показала результат в 5700 поросят.
Участвовала во Всесоюзной выставке ВДНХ в Москве.
Избиралась депутатом Верховного Совета Латвийской ССР 6-го созыва (1963—1967), неоднократно — депутатом Бауского районного Совета народных депутатов, в 1961 году — делегатом XVIII съезда Компартии Латвии.
Трудилась в колхозе до выхода на пенсию в мае 1977 года. Проживала в Риге. В ноябре 1996 года переехала в Великие Луки Псковской области.
Награды и звания
- Герой Социалистического Труда
- Орден Ленина
- Орден Октябрьской Революции (10.03.1976)
- Серебряная медаль ВДНХ.